# Slovenski problem (1941)
Slovenski problem je ilegalni politični program, ki ga je ob koncu leta 1941 oblikoval Lambert Ehrlich
Po okupaciji Jugoslavije, aprila 1941, je vodja radikalno katoliških stražarjev, Lambert Ehrlich, voditelju SLS, Marku Natlačnu večkrat predlagal ustanovitev ilegalne narodne vlade. V septembru 1941 pa je pripravil tudi spomenico s predlogi slovenskega vojnega programa.
Predlagal je združitev vseh Slovencev v samostojno državo, ki bi se:
1. povezala s Srbi, Hrvati in Bolgari v Jugoslavijo;
2. povezala v konfederacijo malih držav med Baltikom in Egejo;
3. ostala samostojna in postala "Švica Vzhodne Evrope".
Ehrlich s svojimi predlogi ni prodrl, saj sta oktobra obe najpomembnejši meščanski stranki v svojem programu brez rezerve podprli obnovo reformirane Jugoslavije. Po objavi tega programa na londonskem BBC je tudi Ehrlich svoj program dopolnil in ga z naslovom Slovenski problem poslal v London. Begunski politiki programa niso sprejeli, vendar so ga kljub temu posredovali diplomatom zavezniških držav. Kljub temu je ostal brez večjega odmeva.